# Zagonia flava
Zagonia flava är en tvåvingeart som beskrevs av Daniel William Coquillett 1904. Zagonia flava ingår i släktet Zagonia och familjen myllflugor. Inga underarter finns listade i Catalogue of Life.